# Liste des évêques de Katiola
Liste des évêques de Katiola
(Dioecesis Katiolaensis)
La préfecture apostolique de Korhogo est créée le 17 novembre 1911, par détachement de celle de Côte d'Ivoire.
Elle est érigée en vicariat apostolique et change de dénomination le 15 mai 1952 pour devenir le vicariat apostolique de Katiola.
Ce dernier est érigé en évêché le 14 septembre 1955.

## Sont préfets apostoliques
- ? 1911-† ? 1921 : Pietro Kernivinen (Pietro Maria Kernivinen), préfet apostolique de Korhogo.
- 8 juillet 1921-1er octobre 1938 : Joseph Diss, préfet apostolique de Korhogo.
- ? 1939-† 4 août 1939 : Edmond Wolff (Edmond Édouard Wolff), préfet apostolique de Korhogo.
- 9 février 1940-? 1947 : Louis Wach, préfet apostolique de Korhogo.
- 17 octobre 1947-15 mai 1952 : Émile Durrheimer, préfet apostolique de Korhogo.

## Est vicaire apostolique
- 15 mai 1952-14 septembre 1955 : Émile Durrheimer, promu vicaire apostolique de Katiola.

## Sont évêques
- 14 septembre 1955-7 juillet 1977 : Émile Durrheimer.
- 7 juillet 1977-10 octobre 2002 : Jean-Marie Kélétigui.
- 10 octobre 2002-12 mai 2004 : Marie-Daniel Dadiet.
- 19 mars 2004-3 janvier 2021 : Ignace Bessi Dogbo.
- depuis le 13 mai 2023 : Honoré Beugré Dakpa[2],[3]